# 冀城之围
冀城之围是中國古代东汉末年211年冬关西联军在潼关之战中战败后，马超试图复夺涼州的戰鬥。

## 背景
联军解体后，马超率余部向蓝田进发，准备对抗曹操。苏伯意外在河間作乱，曹操决定率主力平叛，给了马超复苏的时间。马超逐渐恢复元气，再次对当地胡人施加很大的影响。马超为抵抗曹操，招募了很多羌胡士兵，也从漢中张鲁处得到援军。他计划攻占陇西全境，一年内，陇西地区除了漢陽郡治所冀县外，都向马超的联军投降。

## 围城
213年马超開始包围冀城。不過當時凉州刺史韦康面临人数上的绝对劣势，其别驾杨阜主動守城，极大地激励了守军。杨阜招募到士大夫、宗族子弟约千人，由从弟杨岳统领，本人为杨岳参谋。杨阜让杨岳在城墙上建立偃月营应对马超围城，等候东面援军。但从正月到八月，毫无派来援军的迹象，韦康因而派别驾阎温趁半夜出城试图求助駐扎在长安的夏侯渊。
但年迈的阎温被马超士兵所获，马超试图对这位受尊敬的长者加以利用，逼他去城池前线告诉守军长安相救无望。但这个老人却大喊：“东面大军就要来了，在他们到来前挺住！”马超因而问阎温是否惜命，阎温不答。因马超长期不能攻破城墙，想诱使有影响的阎温倒戈，又给了他一次机会，问他是否在城内有故人准备欢迎马超，但这个老人仍不回答。马超怒，深切斥责阎温。阎温起立说：“侍奉主君者只能为之死，而不能背叛之，你却希望令一个长者说不义的话！我难道是一个苟且偷生的人吗？”马超无言以对，愤而杀之。
目睹阎温之死，韦康和漢陽太守吓坏了，在继续抵抗的事上犹豫了。尽管杨阜强烈反对投降，韦康依然开城门迎接马超軍隊。马超入城后，拘捕杨岳，並让张鲁部将杨昂杀死韦康和漢陽太守。

## 后果
围城之初，曹操正在濡须口战孙权，回到邺城后，忙于建立曹魏公国。因此，他无暇派出援军，直到八月才派夏侯渊领援军赴冀城。夏侯渊部不知城池已陷，在冀城外200里遭遇马超部，夏侯渊战败。此胜极大激励了氐王杨千万，他与马超结盟。马超自称征西将军、并州牧。
攻占冀城后，马超有了统领凉州大部和在那一带施加影响的大本营。但马超的成功不持久，杨阜联络一些韦康旧部将于当年九月一同反叛马超。最后，马超、庞德和马超的堂弟马岱逃离凉州，投张鲁（詳見鹵城之戰）。

## 时下引用
冀城之围在光荣游戏真・三國無双4 猛将伝中有体现，称为冀城之战。